# 達瓦胡羅市
達瓦胡羅市（西班牙語：Municipio Dabajuro），是委內瑞拉的一個市，位於該國西北部法爾孔州，首府設於達瓦胡羅，面積1.144平方公里，2001年人口30,125，人口密度為每平方公里26,333.04人。